# پزشک دهکده (داستان کوتاه)

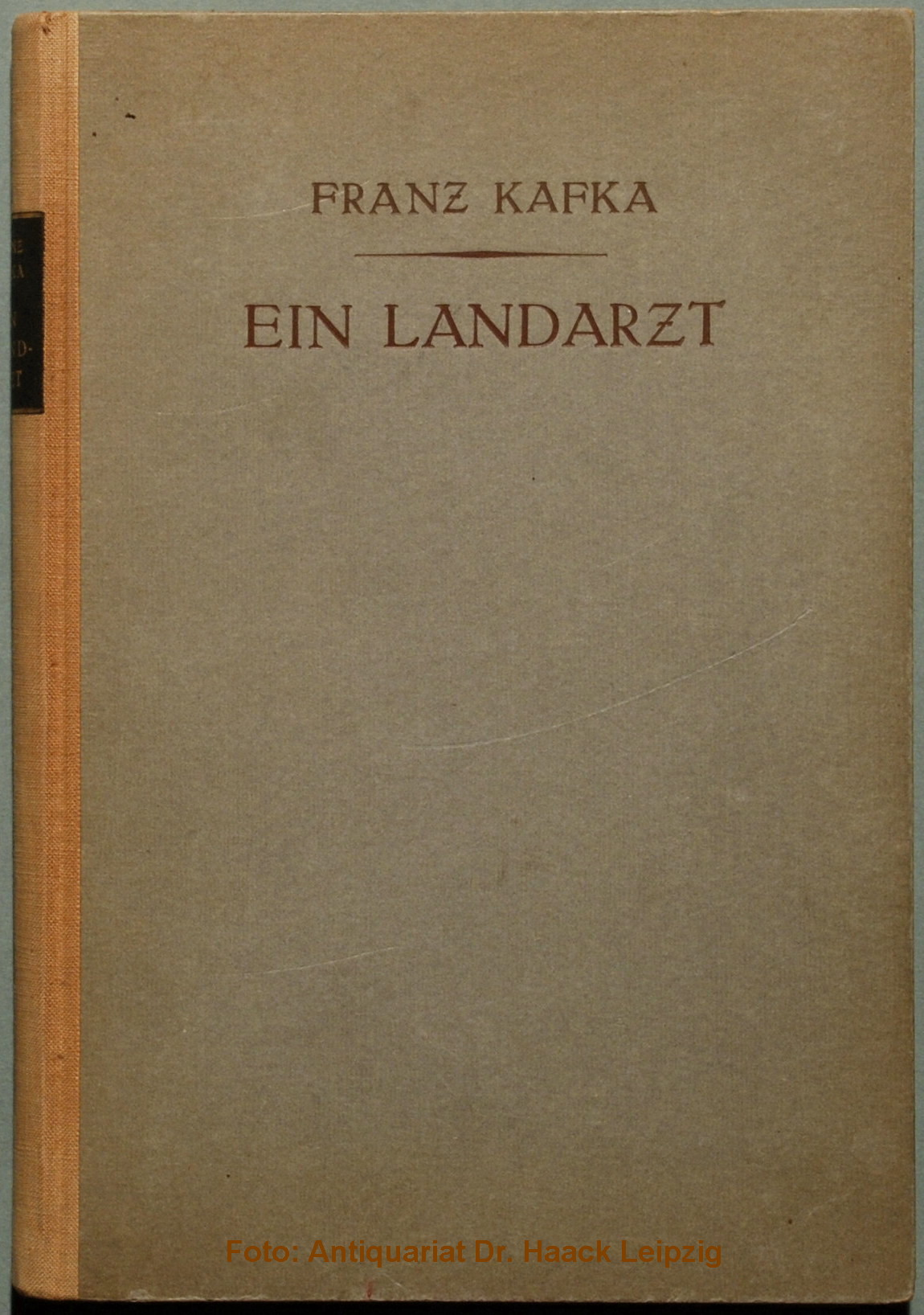
فرانتس کافکا، پزشک دهکده، ۱۹۱۹

«پزشک دهکده» (به آلمانی: Ein Landarzt) داستان کوتاهی به قلم فرانتس کافکا نوشته‌شده به سال ۱۹۱۷ است. داستان فوق برای اولین بار در مجموعه داستانی با همین نام منتشر گشت. داستان در مورد پزشک یک دهکده است که به‌صورت اورژانسی بیماری را در یک شب زمستانی ویزیت می‌کند.
در این داستان نومیدانه که به‌سان یک رؤیا یا کابوس می‌باشد، پزشک از یاری رساندن به دیگران عاجز است و این یأس احتمالاً همان یأسی‌ست که خود کافکا تجربه کرده است.